# No Name Face
No Name Face és el primer àlbum d'estudi de la banda nord-americana Lifehouse, el qual va sortir a la venda el 31 d'octubre de l'any 2000. L'àlbum va ser llançat el 31 d'octubre del 2000 amb el single Hanging By A Moment, i va vendre unes 4.000.000 milions de còpies mundialment, 1.000.000 milions als Estats Units i va ser certificat platí per la RIAA.

## Llista de cançons
| Cançons              | Duració | URL de la cançó (original) escurçada                      |
| -------------------- | ------- | --------------------------------------------------------- |
| Hanging by a Moment  | 3:36    | http://ves.cat/afAF%5BEnllaç+no+actiu%5D                  |
| Sick Cycle Carousel  | 4:23    | http://ves.cat/afA8%5BEnllaç+no+actiu%5D                  |
| Unknown              | 4:06    | http://ves.cat/afA0%5BEnllaç+no+actiu%5D                  |
| Somebody Else's Song | 4:36    | http://ves.cat/afA-%5BEnllaç+no+actiu%5D                  |
| Trying               | 3:52    | http://ves.cat/afA_%5BEnllaç+no+actiu%5D                  |
| Only One             | 4:56    | http://ves.cat/afBa%5BEnllaç+no+actiu%5D                  |
| Simon                | 6:01    | http://ves.cat/afBb Arxivat 2020-05-24 a Wayback Machine. |
| Cling And Clatter    | 4:29    | http://ves.cat/afBc%5BEnllaç+no+actiu%5D                  |
| Breathing            | 4:25    | http://ves.cat/afBd Arxivat 2020-05-22 a Wayback Machine. |
| Quasimodo            | 4:32    | http://ves.cat/afBe%5BEnllaç+no+actiu%5D                  |
| Somewhere in Between | 4:14    | http://ves.cat/afBf%5BEnllaç+no+actiu%5D                  |
| Everything           | 6:07    | http://ves.cat/afBg%5BEnllaç+no+actiu%5D                  |

### Senzills
1. Hanging by a moment
2. Sick cycle carousel
3. Breathing

### Membres de la banda
Produït per Ron Aniello
- Jason Wade – vocal i guitarrista
- Sergio Andrade – baix
- Jon Palmer – bateria

### Membres addicionals
- Ron Aniello: Guitarra, baix, teclats, Percussió, Enginyer
- Collin Hayden: Guitarra elèctrica
- Aaron Lord: Viola
- Marcus Barone: "Chamberlaine"
- Aaron Embry: teclat
- John Leftwich: Contrabaix
- Bob Glaub: Baix
- Jack Kelly: bateria
- Matt Laug: Bateria
- Walter Rodriquez: Tambor
- Jude Cole: Cors
- Kendall Payne: Cors
- Neal Averon: Enginyer
- Jim Scott: Enginyer